# 브릿 로버트슨
브릿 로버트슨(영어: Brittany Leanna Robertson, 1990년 4월 18일 ~ )은 미국의 배우이다. 스티븐 킹의 동명 소설을 원작으로 한 CBS 드라마 《언더 더 돔》(2013-14) 시즌1과 시즌2 1화까지 출연하였다.

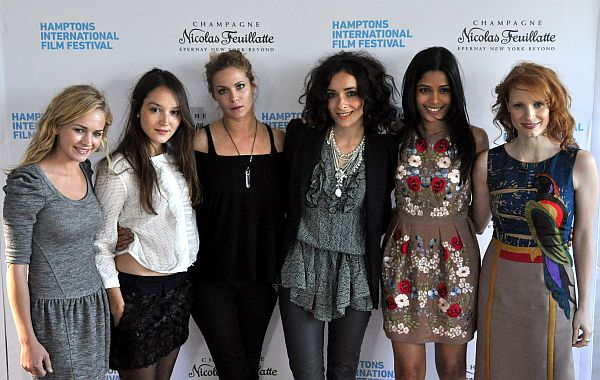
햄프턴 국제 영화제에서 브릿 로버트슨, 아나이스 드무스티에, 피흘라 비탈라, 즈린카 치비테시치, 프리다 핀토, 제시카 채스테인

## 출연 작품

### 영화
- 댄 인 러브 (2007)
- 더 퍼스트 타임 (2012)
- 투모로우랜드 (2015) - 케이시 뉴턴 역
- 스페이스 비트윈 어스 (2017)
- 아이 스틸 빌리브 (2020)

### 텔레비전
- 라이프 언익스펙티드 (2010-11)
- 시크릿 서클 (2011-12)
- 언더 더 돔 (2013-14)
- 루키 (2022-23)